# Рикардо Ла Волпе
Рикардо Антонио Ла Волпе Гуарчони (рођен 6. фебруара 1952) бивши је аргентински фудбалер и бивши тренер мексичког клуба Толука. Он је голман освајача Светског првенства који је већи део каријере играо у Аргентини и Мексику.
Као тренер, Ла Волпе је био задужен за репрезентацију Мексика и Костарике, тренирајући прву на Светском првенству 2006. године. Као клупски тренер, освојио је титулу првака у Мексику у сезони 1992–93 са Атлантеом.
Дана 22. априла 2020. у интервјуу са Давидом Фејтелсоном најавио је пензионисање из тренерске каријере.